# Лифт (фильм, 2006)
«Лифт» — российский триллер режиссёра Всеволода Плоткина. Премьера в России состоялась 1 июля 2006 года.
Слоган фильма: «Страх обнажает истину…».

## Сюжет
Пятеро обычных ранее незнакомых друг с другом людей оказываются в одном лифте, который едет вниз без остановки… Пассажиры лифта, пытаясь понять, почему кабина не останавливается, выдвигают разнообразные версии: все они умерли и едут в ад, надышались газа, их похитили и ставят эксперимент, наконец, что они просто спят. Выбраться из лифта или хотя бы просто посмотреть, что снаружи, невозможно. Постепенно паника нарастает, и ситуация выходит из под контроля. Положение героев осложняется, когда становится ясно, что у каждого из пятерых пассажиров лифта есть свой «скелет в шкафу». Усиливающееся чувство страха, непонимания и безысходности приводит к тому, что любой пустяк легко перерастает в серьёзный конфликт. А если учесть, что один из находящихся в лифте — маньяк-убийца, положение героев ещё более усложняется.

## В ролях
| Актёр               | Роль      |
| ------------------- | --------- |
| Сергей Горобченко   | Гоша      |
| Даниил Спиваковский | Рафаил    |
| Игорь Верник        | Григорий  |
| Наталья Рычкова     | девушка   |
| Ольга Родионова     | Анастасия |
| Георгий Мартиросян  | отец      |
| Олег Марусев        | муж       |
| Екатерина Зинченко  | жертва    |
| Юлия Мельникова     |           |
| Алевтина Добрынина  |           |

### Съёмочная группа
- Режиссёр — Всеволод Плоткин
- Продюсер — Михаил Розенцвейг
- Сценарист — Роман Доронин
- Оператор — Радик Аскаров
- Композитор —  Дмитрий Илугдин

## Критика
Фильм получил отрицательные отзывы кинокритиков.
Евгений Баженов назвал фильм «наркоманской содомией».